# Queer theory

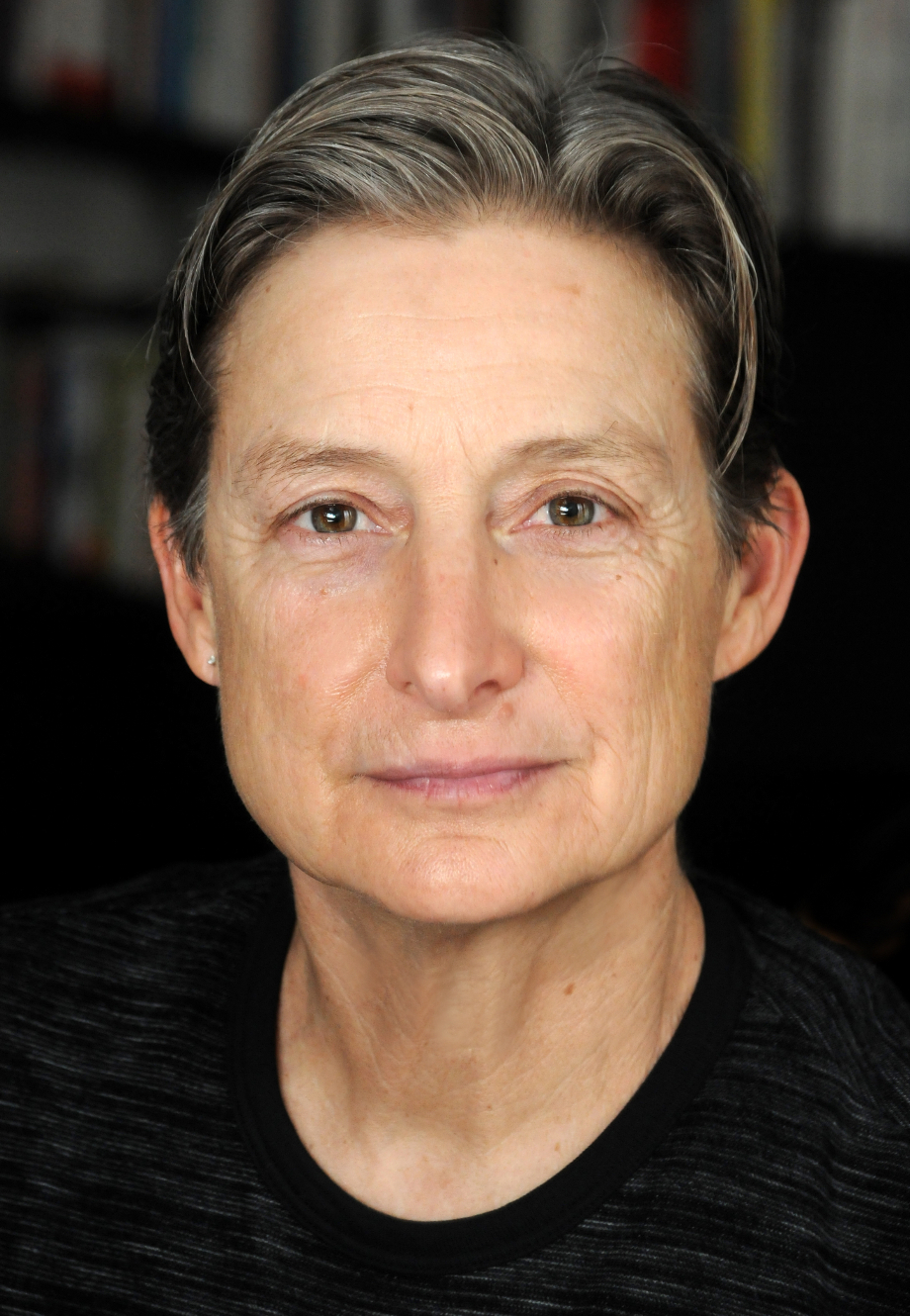
Judith Butler

Queer theory is een sociologische en filosofische theorie die vooral de noties sekse en essentialistisch of differentialistisch feminisme bekritiseert en het vooropgezette idee van een genetisch determinisme van de seksuele voorkeur. Deze richting in de genderstudies ontstond in de Verenigde Staten in de jaren 1990 door een nieuwe lezing van het deconstructivisme in het verlengde van de ideeën van Foucault en Derrida.
Deze theorie stelt dat identiteiten niet stabiel en deterministisch zijn, voornamelijk met betrekking tot gender, sekse en seksualiteit. Het gaat uit van queerness, wat een afwijking van heteronormativiteit is en een vorm van activisme en verzet impliceert.

## Performativiteit van gender
Een belangrijk beginsel van queer theory is de performativiteit van gender. Judith Butler stelt dat niemand een gender is of heeft bij de geboorte. De manier waarop sekse wordt gezien, is gekleurd door het begrip van gender. Gender is een proces van het herhalen en nadoen van rollen, het is een fenomeen dat continu wordt geproduceerd  en gereproduceerd. Hiermee wordt niet bedoeld dat gender iets is dat onecht of vals is, als een opvoering in een toneelstuk, het wordt gecreëerd door te doen. In deze opvatting is gender geen vaststaand gegeven, het is veranderlijk. Butler stelt dat lichamen oorspronkelijk zonder gender zijn, maar gegenderd gemaakt worden. Dit komt tot stand door dit herhaald gedragen als man of vrouw en zijn fysieke kenmerken van gender. Hierbij kan worden gedacht aan het dragen van een rok voor een vrouw, of het openhouden van een deur voor vrouwen door mannen. Deze gedragingen zouden door ieder lichaam uitgevoerd kunnen worden, maar worden door dit herhaaldelijk uitdragen gekoppeld aan een sekse en gender.

## Queer
Om queer theory te begrijpen wordt er eerst gekeken naar de betekenis van de term queer. Deze term kan en wordt op veel verschillende manieren gebruikt. Queer kan worden gezien als abnormaal of vreemd en als denigrerende term gebruikt worden voor homoseksuelen, verwijfdheid of vrouwelijkheid. Daarnaast wordt queer gebruikt om iedereen te beschrijven van wie het seksuele gedrag, oriëntatie of gedrag afwijkt van de algemeen heersende norm. Queer wordt veel gebruikt door mensen die zich niet identificeren met labels als homoseksueel of transgender. Het is een parapluterm die de veranderlijke kern van gender omvat en hokjesdenken wat betreft seksuele identiteit tegengaat. Queerness omvat het niet exact tot een enkele categorie behoren, een afwijking van de norm. Queer is een afwijking van heteronormativiteit, Butler benoemt dat het een vorm van activisme en verzet impliceert.

## De theorie
In 1991 introduceerde Teresa de Lauretis in het boek Queer Theory de term queer theory als een academisch onderzoeksveld. Ze beschreef de theorie als een manier van denken die als startpunt geen heteroseksuele of binaire genderconstructen omvat. Ze betoogde voor een meer fluïde concept van identiteit. Seksueel gedrag kan volgens de theorie variabel zijn en zich bewegen tussen opgelegde normen en categorieën, het gaat in tegen het binaire denken van homoseksualiteit en heteroseksualiteit. Queer theory omvat alle vormen van niet-normatieve identiteiten om zo de nood aan te tonen om maatschappelijke assumpties rond gender en seksualiteit te herzien. Hiermee gaat de theorie tegen het essentialisme van identiteit in; labels over seksualiteit worden verworpen en vertegenwoordigt de theorie een radicale oppositie tegen hegemonische normativiteit. In plaats van deze labels moeten seksualiteit en gender als onstabiele en fluïde begrippen beschouwd worden, die hun betekenis verwerven door de context waarin ze worden gebruikt. Dit bouwt voort op het idee van gender performativity, dat ook stelt dat gender veranderlijk zou zijn. De combinatie van het niet bestaan van labels binnen seksualiteit en daarnaast een vorm van verzet of activisme tegen de norm zijn de kernpunten van de queer theory. Er is verzet tegen de heteroseksuele dominante norm.
Seksuologie ·
Genderstudies ·
Lhbt-linguïstiek ·
Lgbt-literatuur ·
Postgenderisme ·
Queerstudies ·
Queer theory